# Chí Đám
Chí Đám là một xã thuộc huyện Đoan Hùng, tỉnh Phú Thọ, Việt Nam.
Xã Chí Đám có diện tích 12,74 km², dân số năm 2023 là 9938 người, mật độ dân số đạt 780 người/km².